# NSU 7/34 PS
La NSU 7/34 PS était une voiture de classe moyenne, produite par le constructeur allemand NSU Automobile AG entre 1928 et 1931. Elle remplaçait l'éphémère modèle NSU 6/30 PS.

## Composition mécanique
Le moteur était un  six cylindres de 1781 cm3 (62 mm d'alésage x 99 mm de course), développant 34 ch (25 kW) à 3 200 tr/min et refroidi par eau. Ce moteur présentait un gros défaut de conception car il chauffait beaucoup et son système de refroidissement ne pouvait assurer son bon fonctionnement ce qui le rendait très fragile.
L'empattement de la voiture était de 2 815 mm, la largeur de voie 1 250 mm et un poids à vide de 1 040 à 1 210 kg. La vitesse maximale était d'environ 90 km/h.
La production totale du modèle dans la nouvelle usine NSU d'Heilbronn ne fut que de 22 exemplaires. La plupart des véhicules ont été utilisés à Berlin comme taxis. 
NSU a fait faillite juste après la présentation de ce modèle et ses créanciers ont vendu la marque et l'usine à Fiat pour la somme rondelette de 2 millions de Reichsmarks. (rappelons que le taux de conversion entre le mark et le reichsmark s'élevait à 1 000 000 000 000, soit mille milliards). Pour conclure la vente, NSU s'était engagé à abandonner à tout jamais la construction d'automobiles. 
La production de ce dernier modèle NSU a continué sous l'égide de Fiat, après modifications, sous le nom « NSU 405 ».

## NSU 405
La NSU 7/34 PS souffrait d'une grave défaillance du système de refroidissement moteur. Lorsque Fiat pris les commandes du constructeur allemand durant l'été 1928, il apporta les modifications adéquates pour fiabiliser le modèle en greffant le système de refroidissement de la Fiat 514 qui était également fabriquée sous licence dans l'usine d'Heilbronn. Le modèle ainsi renouvelé fut baptisé NSU 405.
La NSU 405 sera fabriquée jusqu'en 1931 et remplacée par la NSU 10/52 PS, c'est-à-dire la Fiat 522 en version allemande. Le nombre d'exemplaires fabriqués de la NSU 405 est inconnu.
Les modèles suivants ont été renommés Fiat-NSU.